# Rhododendron sección Tsutsusi
Rhododendron sección Tsutsusi (deletreada Tsutsuji en algunos textos antiguos) era un subgénero del género Rhododendron, comúnmente conocido como las azaleas de hoja perenne. En 2005 se redujo a una sección del subgénero Azaleastrum. Con 80-117 especies, incluye tanto tipos de hoja caduca como de hoja perenne y se distribuye en Japón, China y el noreste de Asia. Son de gran importancia cultural para los japoneses. Entre las especies de este género se encuentran las azaleas con flores más grandes.

## Descripción
Los tsutsusi se caracterizan por la presencia de yemas terminales que contienen brotes tanto florales como vegetativos. Muchos también tienen pelos aplanados multicelulares ferruginosos (color óxido), que pueden cubrir las hojas y los tallos proporcionando una apariencia cobriza, o hojas pseudoverticiladas que son de forma rómbica. Sin embargo, algunos tienen pelos confinados a las axilas o la base de los botones florales.

## Taxonomía
La sección ha incluido tradicionalmente dos subsecciones, clasificadas en función de sus hojas, ramitas tiernas y pétalo. El análisis filogenético ha confirmado tanto la monofilia de la sección como sus subsecciones.

### Subsecciones
- Subsección de rododendro. Brachycalyx Sweet, tipo Rhododendron farrerae. 15 especies. - hojas caducas, pseudoverticiladas, rómbicas, apiñadas en el ápice del brote y monomórficas, pelos generalmente confinados a las axilas, que se encuentran principalmente fuera de China.
- Subsección de rododendro. Tsutsusi Sweet, tipo Rhododendron indicum. 66 especies. - hojas dimórficas, generalmente caducas pero algunas hojas apicales durante el invierno, ramitas jóvenes con pelos multicelulares aplanados que se distribuyen más ampliamente.[3]

Los resultados de los análisis moleculares revelan que características morfológicas como el color de la flor, el tamaño de la corola o si las hojas son mono o dimórficas parecen no ser muy útiles para clasificar las relaciones filogenéticas dentro de la sección Tsutsusi.

### Etimología
Tsutsusi proviene de la palabra japonesa para Azalea, Tsutsuji (つつじ o ツツジ). Cuando Don (1834) describió las subdivisiones de Rhododendron, nombró una de sus ocho secciones, Tsutsutsi (sic), que explicó que era el nombre chino de la primera especie descrita (R. indicum, originalmente Azalea indica L.). El término fue utilizado por primera vez por Engelbert Kaempfer (quien a diferencia de Linnaeus prefería los nombres nativos), en Japón y luego incorporado a la taxonomía de Michel Adanson (1763) como Tsutsusi Kaempf., un género separado de Rhododendron, en la familia Vaccinia o Aireles (Familia 22/58, más tarde Ericaceae). Adanson da al género Tsutsusi como sinónimo de la anterior Azalea L. Autores posteriores como Don (1834) y Candolle (1838) continuaron el uso de la palabra vernácula Tsutsusi para describir una subdivisión del género.

## Distribución
Regiones templadas y subtropicales de China y Japón, pero también se encuentran ocasionalmente en Corea, Tailandia, Birmania, Laos e India.

## Cultivo
Los Tsutsusi se encuentran entre las más populares de las azaleas cultivadas, y se cultivaron en China y Japón antes de su introducción en Europa, y tienen un papel importante en la industria hortícola. Se cultivan como plantas de paisaje en climas apropiados, y también como plantas en macetas y Bonsái.